# Terry Gibbs

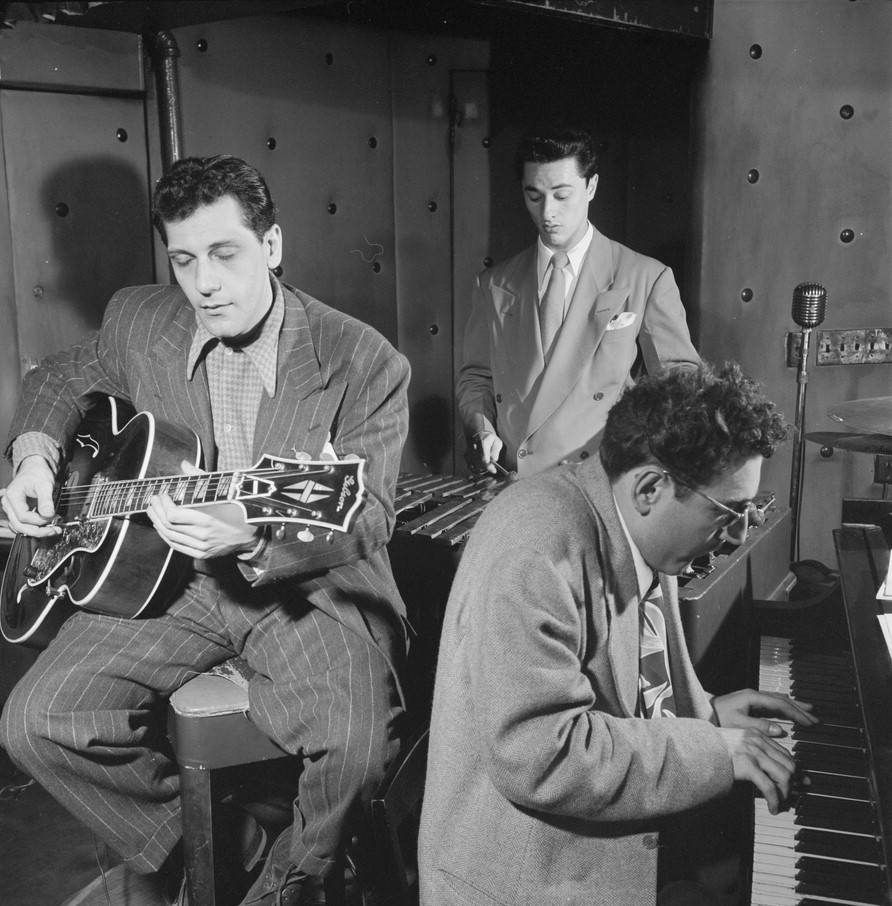
Terry Gibbs (midden) met Bill De Arango en Harry Biss in New York, circa juni 1947 (foto: William P. Gottlieb).

Terry Gibbs, geboren als Julius Herbert Gubenko (New York, 13 oktober 1924), is een Amerikaanse jazz-vibrafonist, pianist en bandleider in de bop.

## Biografie
Toen hij twaalf was, won Gibbs als xylofonist een amateurwedstrijd. Na zijn diensttijd tijdens de Tweede Wereldoorlog speelde hij met Tommy Dorsey (1946 en 1948), toerde hij met Chubby Jackson (in Scandinavië, 1947-1948) en werkte hij met Buddy Rich (1948), Woody Herman's Herd (1948/1949) en Benny Goodman (1950-1952). In de jaren vijftig leidde hij verschillende jazzgroepen, waaronder de bigband Dream Band en nam hij regelmatig een album op. Hij won verschillende prestigieuze polls, waaronder die in Downbeat. Ook verscheen hij in die jaren vaak op de televisie. In 1950-1951 was hij een regelmatige gast in het tv-programma Star Time en in 1953-1954 was hij een populaire gast in Fred Allen's show Judge for Yourself. Eind jaren vijftig was hij regelmatig te zien in de The Steve Allen Show, waarvan hij de muzikale leider was. In de jaren tachtig en negentig had hij een kwintet met Buddy DeFranco, waarmee hij nog steeds samenwerkt.
Gibbs heeft vijfenzestig albums gemaakt (2013). Verder is hij te horen op opnames van onder meer Dizzy Gillespie, Stan Getz, Zoot Sims, Roy Eldridge, Teddy Wilson, Dinah Washington, Billy Eckstine, Tadd Dameron, Serge Chaloff, Oscar Pettiford, Slim Gaillard. Leonard Cohen en Tito Puente.
Terry Gibbs' zoon, Gerry Gibbs, is een drummer.

## Discografie (selectie)
- Terry Gibbs, Emarcy, 1956
- Mallets-A-Plenty, Emarcy, 1956
- Vibes on Velvet, Emarcy, 1956
- Jazz Band Ball, VSOP, 1957
- Swingin' with Terry Gibbs Orchestra & Quartet, Emarcy, 1957 (Fresh Sound Records, 2007)
- Terry Gibbs Plays the Duke, Emarcy, 1957
- More Vibes on Velvet, 1958
- Launching a New Sound in Music, 1959 (Trip Records/Contemporary Records)
- Swing is Here, Verve Records, 1960
- Music from Cole Porter's Can Can, 1960
- Steve Allen Presents Terry Gibbs at the Piano, Signature Records, 1960
- The Exciting Terry Gibbs Band, 1961
- Straight, Verve Records, 1963
- Terry Gibbs Plays Jewish Melodies in Jazztime, Mercury Records, 1963
- Explosion, Mercury, 1963
- Gibbs/Nistico, Time Records, 1963
- Hootenanny My Way, Time, 1963 (JVC Compact Discs, 2008)
- Take It from Me, Impulse! Records, 1964
- Latino, Roost Records, 1964
- It's Time We Met, 1965
- Terry Gibbs Quartet, 1965
- Reza, Dot Records, 1966
- Bopstacle Course, Xanadu Records, 1974
- Live at the Lord, Jazz A La Carte, 1978
- Smoke 'em Up, Jazz A La Carte, 1978
- Air Mail Special, Contemporary Records, 1981
- Jazz Party: First Time Together, Palo Alto Records, 1981
- The Latin Connection, Contemporary Records, 1986
- Holiday for Swing (met Buddy DeFranco), Contemporary Records, 1988
- Tribute to Benny Goodman: Memories of You (met DeFranco en Herb Ellis), Contemporary Records, 1991
- Kings of Swing (DeFranco, Ellis), Contemporary Records, 1992
- Play That Song, Chiaroscuro Records, 1996
- Wham (met DeFranco), Chiaroscuro Records, 1999
- Terry Gibbs en Buddy DeFranco Play Steve Allen, Contemporary Records, 1999
- Dream Band, vol. 6: One More Time (opnames 1959), Contemporary Records, 2002
- From Me to You: A Tribute Lionel Hampton, Mack Avenue, 2004
- 52nd and Broadway: Songs of the Bebop Era, Mack Avenue, 2004
- Feelin' Good: Live in Studio, Mack Avenue, 2005
- Findin' the Groove (met o.m. Hubert Laws, Jazzed Media, 2006